# Старый Кзыл-Яр
Ста́рый Кзыл-Яр (тат. Иске Кызылъяр) — деревня в Агрызском районе Республики Татарстан России. Входит в состав Кудашевского сельского поселения.

## Этимология
Топоним произошёл от татарских слов «иске» (старый), «кызыл» (красный) и оронимического термина на татарском языке «яр» (берег).

## Географическое положение
Деревня Старый Кзыл-Яр находится в Восточном Предкамье, на расстоянии 32 км по автодорогам к юго-западу от города Агрыз и в 5 км к юго-востоку от центра поселения, на реке Чаж.
Деревня Старый Кзыл-Яр, как и весь Татарстан, находится в часовой зоне МСК (московское время). Смещение применяемого времени относительно UTC составляет +3:00.

## История
В 1802 году в деревне Козыл Яре Иж-Бобьинской волости Сарапульской округи Вятской губернии проживало 86 душ мужского пола татар.
В 1859 году в казённой деревне Кызыл-Яр старый 2-го стана Елабужского уезда проживало 270 жителей, действовала мечеть.
По сведениям 1887 года, в деревне действовала мечеть, работала мельница.
По сведениям переписи 1897 года, в деревне Старый Козыльяр Елабужского уезда Вятской губернии жили 491 человек (248 мужчин и 243 женщины), все мусульмане.
С 14 февраля 1927 года в Агрызском, с 1 февраля 1963 года в Елабужском, с 4 марта 1964 года в Агрызском районах.

## Население
| 1744 | 1887 | 1897 | 1905 | 1920 | 1926 | 1938 | 1958 | 1970 | 1989 | 2002 | 2010 | 2015 |
| ---- | ---- | ---- | ---- | ---- | ---- | ---- | ---- | ---- | ---- | ---- | ---- | ---- |
| 94   | 450  | 491  | 535  | 676  | 382  | 346  | 151  | 120  | 33   | 40   | 32   | 31   |

Национальный состав
Согласно результатам переписи 2002 года, в национальной структуре населения татары составили 82 %.

## Инфраструктура
Деревня газифицирована в 2004 году. Других объектов инфраструктуры нет.
В деревне одна улица — Губайди.

## Религиозные объекты
В 1999 году построена мечеть. В деревне действует мечеть «Жэухэрия» (2007 год).

### Комментарии
1. ↑  душ мужского пола